# Twierdzenie Stokesa

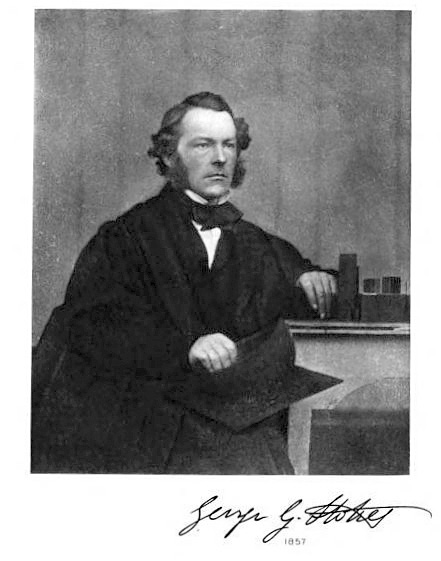
George Gabriel Stokes (1819–1903)

Twierdzenie Stokesa – twierdzenie mówiące, że cyrkulacja pola wektorowego po zamkniętym i zorientowanym konturze gładkim jest równa strumieniowi rotacji pola przez dowolną powierzchnię ograniczoną tym konturem. Twierdzenie to odgrywa ważną rolę w teorii pól. Używane jest w mechanice płynów, równaniach Maxwella i wielu innych. Twierdzenia Greena i Ostrogradskiego-Gaussa można traktować jako szczególne przypadki twierdzenia Stokesa.
Twierdzenie Stoksa ma źródła w pracach Ampère'a z 1826 roku. W jego standardowej postaci została opracowana przez Williama Thomsona jeszcze przed 1850 rokiem i przekazana G. G. Stokesowi, który opublikował je jako problem w egzaminach nagrody Smitha w 1854 roku. Nie jest wiadome, czy ktoś rozwiązał problem, ale jednym z uczestników był Maxwell, to właśnie on uzyskał informacje, że Stokes otrzymał twierdzenie od Thomsona. Pierwszy dowód twierdzenia został opublikowany przez Hermanna Hankela w 1861.

## Twierdzenie Stokesa w przestrzeniR3{\displaystyle \mathbb {R} ^{3}}
Jeżeli {\displaystyle \Sigma } jest płatem powierzchni w {\displaystyle \mathbb {R} ^{3},} a {\displaystyle \partial \Sigma } jego gładkim, zorientowanym dodatnio konturem, to dla dowolnego pola wektorowego {\displaystyle F\colon =P{\vec {i}}+Q{\vec {j}}+R{\vec {k}},} (gdzie {\displaystyle F\in C^{1}({\bar {\Sigma }})}) mamy:
{\displaystyle \oint \limits _{\,\partial \Sigma }{\vec {F}}d({\vec {\partial \Sigma }})=\iint \limits _{\Sigma }\operatorname {rot} {\vec {F}}d{\vec {\Sigma }}.}

### Dowód
Niech {\displaystyle \Sigma =\{r(s,t),\,(s,t)\in D\},} gdzie {\displaystyle r(s,t)=(x(s,t),\,y(s,t),\,z(s,t))} oraz {\displaystyle r(D)=\Sigma .} Wówczas, wykorzystując regułę łańcuchową oraz wzór na całkę krzywoliniową (tu krzywą jest {\displaystyle r(s,t)}), otrzymujemy równość:
{\displaystyle \oint \limits _{\,\partial \Sigma }Pdx=\oint \limits _{\partial D}(P\circ r)(x'_{s}ds+x'_{t}dt).}
(Analogiczne wzory zachodzą dla składowych {\displaystyle Q} i {\displaystyle R}).
A więc z twierdzenia Greena mamy:
{\displaystyle \oint \limits _{\,\partial \Sigma }Pdx=\iint \limits _{D}\left({\frac {\partial }{\partial s}}((P\circ r)x'_{t})-{\frac {\partial }{\partial t}}((P\circ r)x'_{s})\right)ds\,dt.}
Po prawej stronie powyższej równości stosujemy wzór na pochodną iloczynu oraz regułę łańcuchową i otrzymujemy:
{\displaystyle \oint \limits _{\,\partial \Sigma }Pdx=\iint \limits _{D}\left({\frac {\partial P}{\partial y}}(x'_{t}y'_{s}-x'_{s}y'_{t})+{\frac {\partial P}{\partial z}}(x'_{t}z'_{s}-x'_{s}z'_{t})\right)ds\,dt.}
Gdy przeprowadzimy analogiczne rozumowania dla składowych {\displaystyle Q} i {\displaystyle R} i wyniki zsumujemy, otrzymamy:
{\displaystyle \oint \limits _{\,\partial \Sigma }{\vec {F}}d({\vec {\partial \Sigma }})=\iint \limits _{D}(\operatorname {rot} F(s,t))\circ {\vec {n}}(s,t)ds\,dt,}
gdzie {\displaystyle {\vec {n}}(s,t)=r'_{s}\times r'_{t}.}
Jednak prawa strona powyższego równanie jest strumieniem pola wektorowego {\displaystyle \operatorname {rot} F} przez płat {\displaystyle \Sigma .} Co daje tezę.

## Najogólniejsza wersja twierdzenia Stokesa
Twierdzenie Stokesa można wypowiedzieć najogólniej dla {\displaystyle n}-wymiarowych powierzchni gładkich.
Załóżmy, że {\displaystyle H\subseteq \mathbb {R} ^{N}} jest orientowalną powierzchnią gładką, {\displaystyle K\subseteq H} jest zbiorem zwartym oraz {\displaystyle K=\operatorname {cl\,Int} K} oraz że brzeg {\displaystyle \mathrm {Fr} K} jest {\displaystyle (M\!-\!1)}-wymiarową powierzchnią gładką. Jeżeli {\displaystyle W\subseteq \mathbb {R} ^{N}} jest zbiorem otwartym zawierającym powierzchnię {\displaystyle H,} {\displaystyle \Omega \colon W\to S^{M-1}(\mathbb {R} ^{N},\mathbb {R} )} jest formą klasy {\displaystyle C^{1},} a {\displaystyle \sigma } jest orientacją powierzchni {\displaystyle H,} to
{\displaystyle {}\,\int \limits _{[K]_{\sigma }}d\Omega =\int \limits _{[\mathrm {Fr} K]_{\sigma ^{\mathrm {Fr} }}}\Omega ,}
gdzie orientacja {\displaystyle \sigma ^{\rm {Fr}}} powierzchni {\displaystyle \mathrm {Fr} K} dana jest wzorem
{\displaystyle \sigma ^{\mathrm {Fr} }(y)=\{(a_{1},\dots ,a_{M-1})\in B_{(\mathrm {Fr} K)_{y}}\colon \,(z(y),a_{1},\dots ,a_{M-1})\in \sigma (y)\}}
dla {\displaystyle y\in \mathrm {Fr} K,} a
{\displaystyle z\colon \mathrm {Fr} K\to \mathbb {R} ^{N}}
jest taką funkcją, że {\displaystyle z(y)} jest wektorem zewnętrznym do zbioru {\displaystyle K} w punkcie {\displaystyle y,} {\displaystyle |z(y)|=1,} {\displaystyle z(y)} jest wektorem normalnym do powierzchni {\displaystyle \mathrm {Fr} K} w punkcie {\displaystyle y} dla każdego {\displaystyle y\in \mathrm {Fr} K.}

### Wnioski

#### Wzór Gaussa-Ostrogradskiego
Załóżmy, że {\displaystyle W\subseteq \mathbb {R} ^{N}} jest zbiorem otwartym, {\displaystyle K\subseteq W} zbiorem zwartym, który jest równy domknięciu swojego wnętrza oraz takim, brzeg {\displaystyle \mathrm {Fr} K} jest {\displaystyle (N\!-\!1)}-wymiarową powierzchnią gładką oraz
{\displaystyle z\colon \mathrm {Fr} K\to \mathbb {R} ^{N}}
jest funkcją o własnościach
- {\displaystyle z(y)} jest wektorem zewnętrznym do {\displaystyle K} w punkcie {\displaystyle y,}
- {\displaystyle |z(y)|=1,}
- {\displaystyle z(y)} jest wektorem normalnym do {\displaystyle \mathrm {Fr} K} w punkcie {\displaystyle y} leżącym na brzegu {\displaystyle \mathrm {Fr} K.}

Jeżeli {\displaystyle \omega \colon W\to \mathbb {R} ^{N}} jest funkcją klasy {\displaystyle C^{1},} to
{\displaystyle {}\,\int \limits _{\mathrm {Fr} (K)}\omega (y)z(y)\mu _{\mathrm {Fr} }(dy)=\int \limits _{K}\operatorname {div} \omega (y)dy,}
gdzie {\displaystyle \operatorname {div} } oznacza operator dywergencji.

#### Wzór Greena-Riemanna
Załóżmy, że {\displaystyle W\subseteq \mathbb {R} ^{2}} jest zbiorem otwartym, {\displaystyle K\subset W} jest zbiorem zwartym takim, że {\displaystyle K=\operatorname {cl\,Int} K} oraz brzeg {\displaystyle \mathrm {Fr} K} jest krzywą gładką (to znaczy powierzchnią gładką 1-wymiarową), a ponadto
{\displaystyle s\colon \mathrm {Fr} K\to \mathbb {R} ^{2}}
jest funkcją o własnościach
- {\displaystyle s(y)} jest wektorem stycznym do krzywej {\displaystyle \mathrm {Fr} K} w punkcie {\displaystyle y,}
- {\displaystyle |s(y)|=1,}
- {\displaystyle \det[z(y),s(y)]>0.}

gdzie {\displaystyle z(y)} jest funkcją taką jak w poprzednim twierdzeniu (przy {\displaystyle N=2}). Jeżeli {\displaystyle \omega =(\omega _{1},\omega _{2})\colon W\to \mathbb {R} ^{2}} jest funkcją klasy {\displaystyle C^{1},} to
{\displaystyle {}\,\int \limits _{\mathrm {Fr} (K)}\omega (y)s(y)\mu _{\mathrm {Fr} }(dy)=\int \limits _{K}(\omega _{2|1}(y)-\omega _{1|2}(y))dy.}